# Операция «Щит пустыни»
Операция «Щит пустыни» (англ. Operation Desert Shield, август 1990 — январь 1991) — часть войны в Персидском заливе 1990—1991 годов, операция многонациональных сил по сосредоточению войск в зоне конфликта и недопущению развития иракской агрессии на территорию Саудовской Аравии и стран Персидского залива.

## Предыстория
2 августа 1990 года иракские войска вторглись в Кувейт. В тот же день Совет Безопасности ООН принял резолюцию № 660, в которой осудил вторжение и потребовал от Ирака немедленно вывести свои войска из Кувейта. Иракское руководство проигнорировало эту резолюцию.
После оккупации Кувейта на кувейтско-саудовской границе появилась крупная группировка вооружённых сил Ирака. Почти сразу же стали происходить пограничные инциденты, связанные с нарушением иракскими подразделениями международной границы между странами. Намерения президента Ирака Саддама Хусейна оставались неясными. Ряд западных аналитиков предполагали, что теперь он может попытаться вторгнуться в Саудовскую Аравию, располагавшую явно недостаточной армией для отражения подобного вторжения. Контроль над двумя странами, обладающими огромными запасами нефти, позволил бы Ираку существенно влиять на мировой нефтяной рынок. В сложившейся ситуации Саудовская Аравия обратилась к США с просьбой о вводе американских войск на её территорию для защиты от возможной агрессии.

## Ход событий

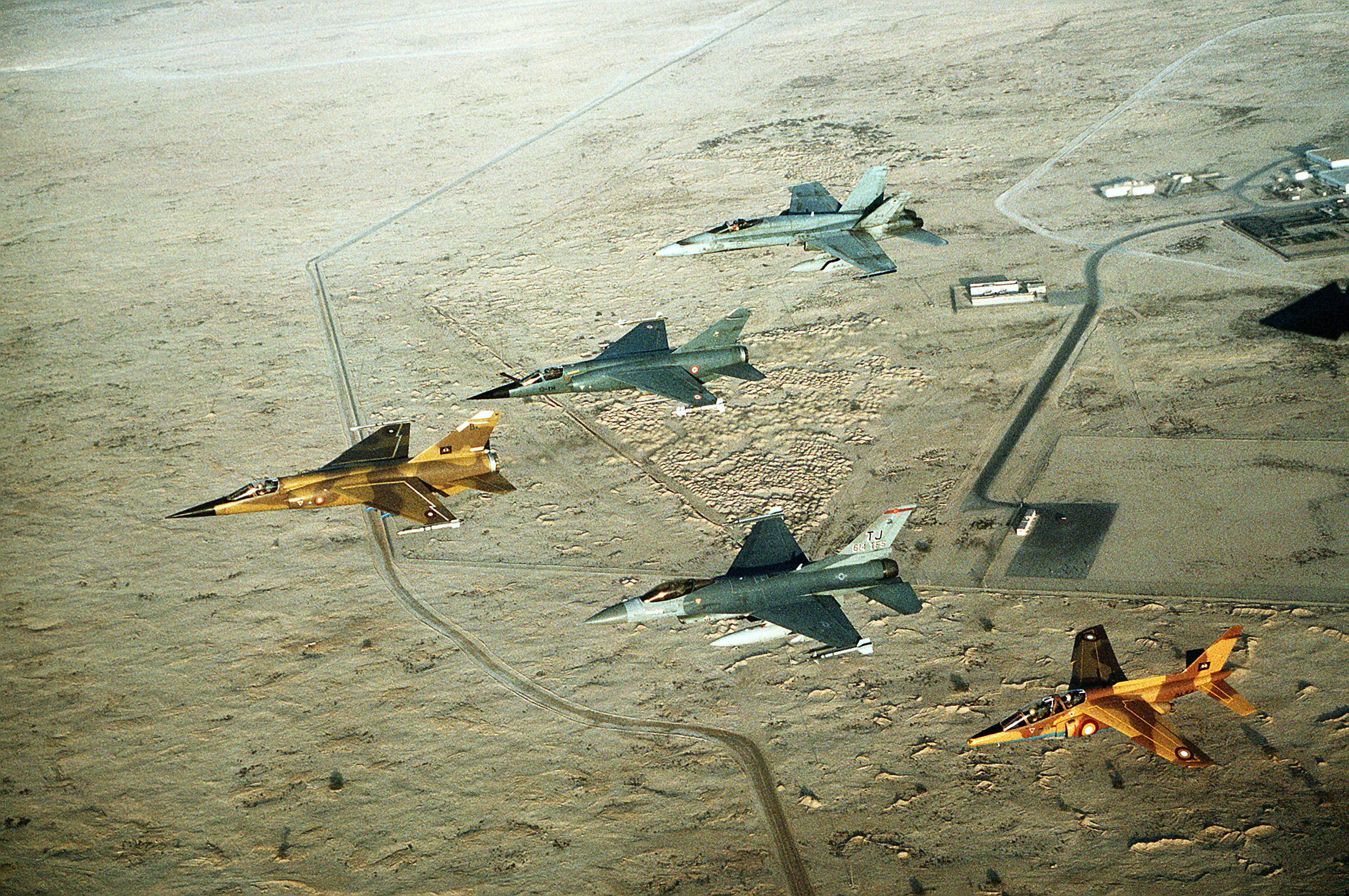
Американский, канадский, французский и катарские самолёты осуществляют совместное патрулирование в рамках операции «Щит пустыни»

4-6 августа 1990 года президент США Джордж Буш-старший провёл консультации с руководителями союзных стран с целью получения их согласия на объединение усилий в борьбе против Ирака.
На чрезвычайной сессии Совета НАТО, состоявшейся 10 августа 1990 года в Брюсселе на уровне министров иностранных дел, были одобрены политические и экономические санкции против Ирака и поддержаны мероприятия США и Великобритании по наращиванию группировок ВВС и ВМС в зоне Персидского залива. В этот же день в США прошла акция протеста против отправки войск. Одна из женщин, участвовавшая в антивоенных протестах, была арестована и приговорена к тюремному заключению сроком на 1 год за сожжение флага США.
В основу операции «Щит пустыни» был положен ранее разработанный оперативный план объединённого командования вооружённых сил США по действиям в чрезвычайной обстановке. Решением президента США общее руководство операцией «Щит пустыни» было возложено на Комитет начальников штабов (председатель — генерал Колин Пауэлл), а непосредственное — на Штаб Объединённого центрального командования Вооружённых сил США (командующий — генерал Норман Шварцкопф). Задачей операции была переброска тяжёлого вооружения и боевой техники, средств материально-технического обеспечения соединений и частей всех видов вооружённых сил, а также организация планового снабжения войск, развёрнутых в зоне Персидского залива.

### Первый этап
С 7 по 9 августа 1990 года на территорию Саудовской Аравии были переброшены силы первого эшелона: усиленная бригада 82-й воздушно-десантной дивизии США, две эскадрильи тактической авиации, группа из 5 самолётов ДРЛО и управления, две команды наземных пунктов спутниковой связи. Одновременно корабли 6-го и 7-го флотов США переразвёртывались в Красное и Аравийское моря, в Оманский и Персидский заливы.

### Второй этап
С 10 по 30 августа 1990 года продолжалась интенсивная переброска американской авиации в Саудовскую Аравию и усиление авианосных ударных групп. Был установлен круглосуточный контроль за воздушной обстановкой в районе конфликта. К 24 августа была закончена переброска 51 танка M551 «Шеридан» 82-й воздушно-десантной дивизии. Танки M551 США оценивало как недостаточно эффективные и иракские силы на тот момент были способны пробить оборону в Саудовской Аравии и разгромить находившиеся там силы коалиции. Танки, которые имела непосредственно Саудовская Аравия — M60A3, имели ещё большие проблемы, в одной из саудовских танковых частей при попытке покинуть гарнизон и выехать в пустыню вышло из строя 60% танков.
10 августа президент Франции принял решение об участии в составе многонациональных сил в зоне Персидского залива французских подразделений и частей. В рамках операции «Саламандра» 25 августа в Абу-Даби высадились разведывательный эскадрон и зенитная батарея 11-й воздушно-десантной дивизии.
В течение августа погибло 15 солдат коалиции, разбился один транспортный самолёт и 1 боевой вертолёт.

### Третий этап

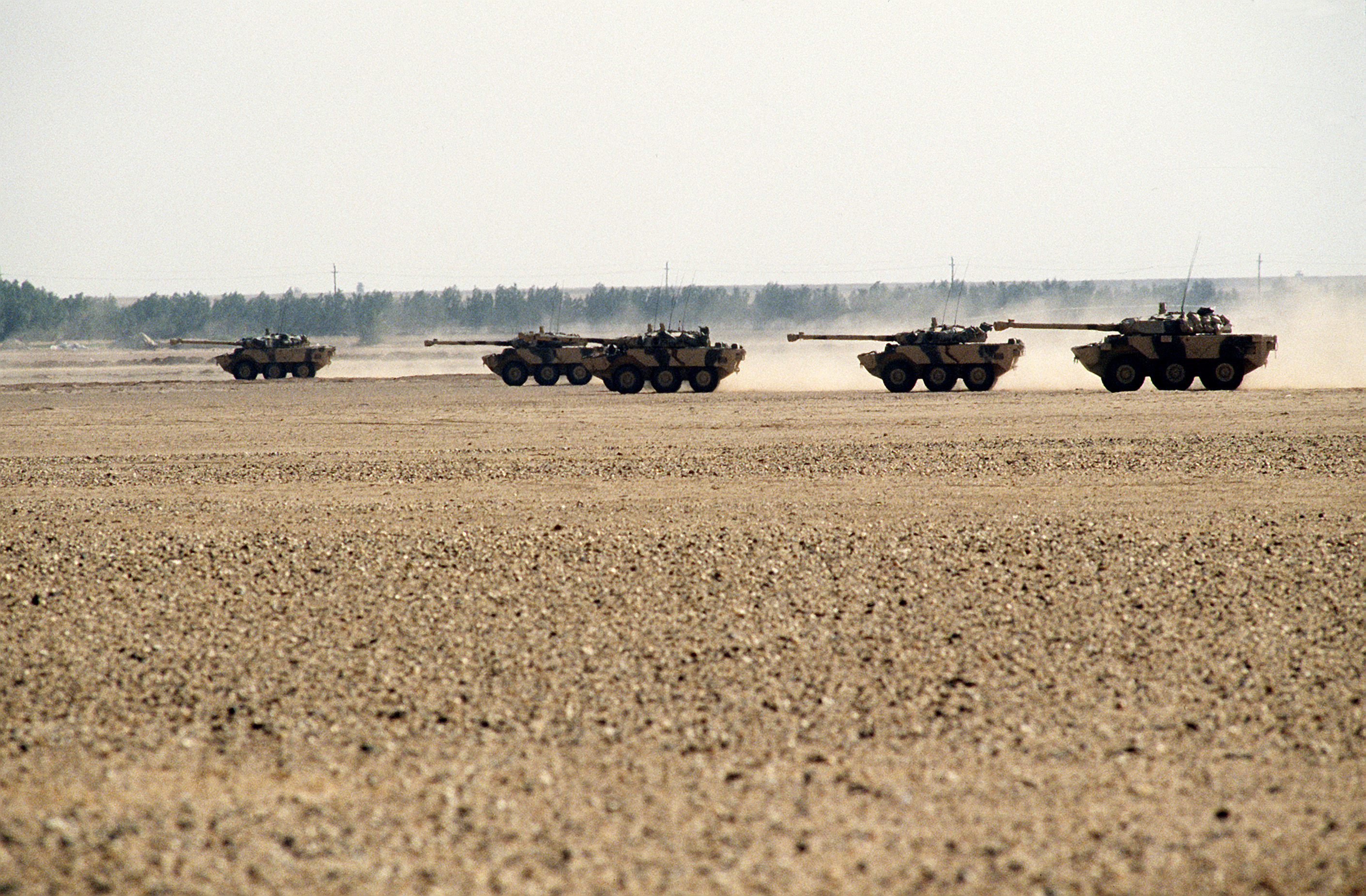
Французские разведывательные машины AMX-10RC следуют через пустыню

С 31 августа по 7 ноября 1990 года в район конфликта были переброшены главные силы:
- 1-я кавалерийская дивизия;
- 2-я бронетанковая дивизия;
- 24-я пехотная дивизия;
- 82-я воздушно-десантная дивизия;
- 101-я воздушно-десантная дивизия;
- 197-я пехотная бригада;
- 1-я экспедиционная бригада морской пехоты;
- 4-я экспедиционная бригада морской пехоты;
- 7-я экспедиционная бригада морской пехоты;
- 3-й бронекавалерийский полк.

10 сентября в рамках операции «Саламандра» в саудовском порту Янбу-эль-Бахр выгрузилась французская 4-я аэромобильная дивизия (фр. 4e division aéromobile), переброшенная затем в район Хафар-эль-Батин. 23 сентября в рамках операции «Дага» в зону конфликта были направлены части французской 6-й бронекавалерийской дивизии и 2-го иностранного пехотного полка (2e régiment étranger d’infanterie); 6 октября войска своим ходом прибыли из зоны выгрузки в район боевого назначения. В начале ноября был опубликован доклад Amnesty International о пытках над людьми в Саудовской Аравии, которые отказывались осуждать оккупацию Кувейта Ираком.
Известные потери за этот период:
- 3 сентября взорвался бронеавтомобиль Humvee 1-й бригады 82-й воздушно-десантной дивизии США, перевозящий 10 противотанковых управляемых ракет TOW и другие боеприпасы. Humvee был полностью уничтожен[9];
- 16 сентября недалеко от Международного аэропорта имени короля Фахда американский вертолёт CH-47 «Чинук» осуществлял перевозку орудий 320-й артиллерийской бригады США. Во время полёта выпало и разбилось два 105-мм орудия M102[9];
- 8 октября в районе проведения операции США потеряли сразу три летательных аппарата — 2 вертолёта UH-1 и 1 самолёт F-4 «Фантом», потери экипажей составили 10 человек, все что находились на бортах[10];
- 13 октября бронеавтомобиль Humvee 52-й артиллерийской бригады врезался в саудовский гражданский автомобиль, в результате столкновения бронеавтомобиль был тяжело повреждён и было ранено два саудовца[11];
- 15 октября столкнулись два транспортёра с гаубицами 2-го дивизиона 18-й артиллерийского бригады США, в результате столкновения две гаубицы были повреждены, один транспортёр был критически разбит[11];
- 20 октября в расположении 27-й артиллерийской бригады США загорелась система залпового огня MLRS, в этот же день загорелся танк M1A1 «Абрамс» 1-й кавалерийской дивизии США, танк удалось потушить, ему потребовался дорогостоящий ремонт[11];
- 23 октября столкнулись грузовик M35 и джип M1009 CUCV командования 1-й кавалерийской дивизии. В результате столкновения M1009 был полностью разбит и не подлежал восстановлению[11];
- 24 октября столкнулись два грузовика M35 101-й авиационной дивизии, 5 солдат было ранено[11];
- 29 октября[12] иракская армия перехватила внедорожник французской армии и взяла в плен 3 французских солдат, находившихся в нём[13];
- 30 октября произошёл инцидент на десантном корабле USS Iwo Jima в Персидском заливе, погибло 10 американских моряков[14];
- 6 ноября самоходная артиллерийская установка M109A4 212-й артиллерийской бригады США загорелась и взорвалась на полигоне в Саудовской Аравии[15];
- 21 ноября в районе развёртывания 1-й кавалерийской дивизии США произошло столкновение нескольких единиц техники, один бронеавтомобиль Humvee с системой PADS был полностью разбит и не подлежал восстановлению, несколько человек было ранено[15];
- 26 ноября вертолёт CH-47D 2-го батальона 159-й авиационной бригады во время транспортировки «уронил» перевозимый бронеавтомобиль Humvee, машина получила повреждения[15];
- 26 ноября разбился бронеавтомобиль XM-93 Fox из состава 92-й Химической Роты США. Машина была тяжело повреждена, четыре члена экипажа получили ранения[15].

### Четвёртый этап
С 8 ноября 1990 года до начала 1991 года союзники по многонациональной коалиции продолжали не только наращивать силы и средства, но и перебрасывать на театр военных действий топливо, продовольствие, медикаменты, запасные части и тому подобное.
Известные потери за этот период:
- 5 декабря 1990 из за возгорания двигателя взорвался новейший танк M1A1, экипажу пришлось убежать на несколько километров чтобы спастись от детонировавшего боекомплекта танка. Так как сдетонировавший «Абрамс» был снаряжён снарядами с обеднённым ураном, команда радиационного контроля (RADCON) запретила приближаться к танку в течение 11 дней[16];
- 7 декабря в районе мухафазы Эль-Хаса в Саудовской Аравии во время французской тренировки с истребителями Mirage 2000 разбился Mirage F1CR эскадрильи 1/33 «Belfort»[17]. Пилот лейтенант Фредерик Марсель погиб[18].
- 12 декабря боевая машина пехоты M3 «Брэдли» 3-го кавалерийского полка США была уничтожена в пожаре возле склада боеприпасов[19];
- 19 декабря на полигоне в Саудовской Аравии взорвалась американская 105-мм гаубица M102, один артиллерист вскоре скончался, ещё двое получили ранения[20];
- 21 декабря возле логистической базы ALPHA загорелся 5-тонный грузовик-транспортёр 915-й транспортной роты США, огонь распространился на палатки, 61 из которых также сгорела[19];
- 21 декабря во время проверки в лагере GOLD 4-го батальона 325-й пехотной бригады США взорвался противотанковый гранатомёт M72A2 LAW, четыре американских солдата получили ранения, один в тяжёлом состоянии[19];
- 22 декабря возле израильского порта Хайфа утонул израильский паром Ein Tuvia, перевозящий американских моряков. В результате катастрофы погиб 21 военнослужащий ВМС США[14][21];
- 23 декабря в Абу-Даби перевернулось транспортное средство, перевозящее американских моряков с авианосца USS Midway. В результате погибло 2 моряка, ещё 5 было ранено[22], 2 из них в тяжёлом состоянии[23];
- 25 декабря боевая машина пехоты M3A2 «Брэдли» 7-го кавалерийского полка США разбилась и была критически повреждена пытаясь проехать возле небольшого утёса[19];
- 1 января 1991 года на севере Аравийского моря, недалеко от побережья Омана, налетел на рифы гружённый танкер USNS Andrew J. Higgins (полное водоизмещение 40700 тонн). Корабль получил значительные повреждения — носовая часть получила 10 пробоин, самая крупная из которых 90х80 см, был пробит один из транспортных резервуаров, из которого вытекло 2200 галлонов ГСМ, в центральной части дно было вмято более чем на 1 метр, также повреждения получил бортовой киль. Только 13 января корабль удалось отбуксировать в Дубай, где он ремонтировался почти два месяца[24];
- 3 января во время тренировки взорвался противотанковый гранатомёт AT4, ранив двух солдат 20-го инженерного батальона США[25];
- 11 января транспортный вертолёт CH-47D «Чинук» 7-го батальона 101-й авиационной бригады США загорелся в воздухе и совершил вынужденную посадку. В ходе пожара, вертолёт и перевозимые им 105-мм орудие M102, бронеавтомобиль Humvee и груз артиллерийских снарядов были полностью уничтожены, 6 членов экипажа были ранены[25][26];
- 14 января в Оманском заливе американский эсминец USS Harry W. Hill столкнулся с боевым кораблём прибрежной зоны USS Kansas City. Kansas City получил две подводные пробоины в топливных баках, разрушенный фальшборт и различные внешние повреждения верхнего борта от миделя корабля до кормы по правому борту, ему потребовался трёхнедельный ремонт в Дубае[27], в свою очередь у эсминца Harry W. Hill треснул купол гидролокатора и возникли другие повреждения, в результате чего ему потребовался ремонт в течение трёх месяцев на Филиппинах[28].

#### Великобритания
В район конфликта была переброшена размещавшаяся в Германии 7-я бронетанковая бригада 1-го армейского корпуса Вооружённых сил Великобритании. Переброска техники и грузов производилась по морю из немецких Бремерхафена и Эмдена в саудовский порт Янбу-эль-Бахр. Личный состав перебрасывался самолётами за двое-трое суток до прибытия судов в порты назначения. Переброска бригады выполнялась в рамках операции «Гранби», и завершилась к середине ноября.
В начале ноября командование британских вооружённых сил приняло решение развернуть в Саудовской Аравии 1-ю бронетанковую дивизию 1-го армейского корпуса за счёт дополнительных перебросок 4-й бронетанковой бригады и сил и средств усиления дивизионного и корпусного подчинения. Операция «Гранби — 1,5» началась 11 ноября 1990 года и завершилась в начале января 1991 года.

#### Франция
12 ноября к месту боевого развёртывания в район Хафар-эль-Батин прибыл 1-й кавалерийский полк. В конце декабря — начале января в зону конфликта были переброшены 4-й бронетанковый полк 10-й бронетанковой дивизии, вертолётный полк армейской авиации, полк аэромобильного обеспечения, вертолётный полк управления и аэромобильный полк 4-й аэромобильной дивизии, 11-й артиллерийский полк марин 9-й бронекавалерийской дивизии марин и инженерный полк 6-й бронекавалерийской дивизии.

### Операция «Вольный ветер»
Для обеспечения стратегических воздушных перевозок Соединённые Штаты задействовали до 90 % своей военно-транспортной авиации, первую очередь резерва военно-транспортного авиационного командования из гражданских авиакомпаний, а также более 180 пассажирских и грузовых гражданских самолётов. Эти воздушные перевозки получили кодовое наименование «Вольный ветер». В район конфликта за пять месяцев по воздуху было доставлено 246000 человек личного состава и свыше 240000 тонн грузов.

### Применение авиации
Ниже перечислены известные случаи применения авиации во время операции, не связанные с авариями и катастрофами.
18 августа 1990 года иракский самолёт-разведчик МиГ-25 сделал снимки приграничного города Хафджи в Саудовской Аравии.
2 ноября 1990 года три иракских реактивных истребителя пролетели над воздушным пространством Саудовской Аравии.
11 ноября 1990 года пилот саудовских ВВС угнал истребитель F-15C Eagle в Судан.
21 ноября 1990 года американский вертолёт AH-64 Apache 1-го батальона 101-й бригады случайно запустил ракету в направлении Международного аэропорта имени короля Фахда возле Даммама и попал в склад авиационного вооружения, что привело к серии детонаций снарядов.

## Итоги
В результате тщательно спланированной и хорошо организованной операции, в инцидентах в ходе которой погибло 84 американских и 3 французских военнослужащих и ещё 3 французских солдата попали в плен, страны антииракской коалиции во главе с США сумели в короткие сроки создать мощную группировку различных видов вооружённых сил и подготовить её к ведению широкомасштабных боевых действий. Развёрнутая группировка кораблей ВМС США несла на борту оружие массового поражения в составе около 450 ядерных боеголовок.
Минимальные материальные потери в ходе подготовки к войне составили не менее 12 самолётов и 13 вертолётов, один истребитель был угнан, вышло из строя два танка, две БМП, несколько бронеавтомобилей, семь гаубиц, сгорела система MLRS, утонул десантный катер, вышли из строя эсминец, танкер и литоральный боевой корабль.

## В произведениях искусства
- х/ф Морпехи (США, 2005)